# Justice Majabvi
 Justice Majabvi, né le 26 mars 1984, est un footballeur international zimbabwéen qui joue au poste de milieu de terrain.
Il évolue actuellement sous les couleurs du Khatoco Khánh Hoà FC.

## Biographie
Après une carrière débutée dans son pays natal, Justice Majabvi part en 2008 pour l’Europe et le championnat autrichien. Lors de ses trois saisons passées pour le compte du LASK Linz, il s’impose rapidement dans l’entrejeu au point de devenir  le joueur de champ le plus utilisé par le club sur les exercices 2009-10 et 2010-11. Il ne peut cependant éviter à son club la relégation qui survient en mai 2011. 
Libre de tout contrat, il effectue plusieurs essais infructueux en Afrique du Sud avant de signer en novembre 2011 pour le club vietnamien du Khatoco Khánh Hoà FC.